# Phil Boyer
Pour les articles homonymes, voir Boyer.
Philip John Boyer, né le 25 janvier 1949 à Nottingham, est un footballeur anglais.

## Carrière
- 1966-1968 : Derby County  Angleterre
- 1968-1970 : York City  Angleterre
- 1970-1974 : Bournemouth AFC  Angleterre
- 1974-1977 : Norwich City  Angleterre
- 1977-1980 : Southampton  Angleterre
- 1980-1982 : Manchester City  Angleterre
- 1982-1983 : Bulova SA  Hong Kong
- 1983-1987 : Grantham Town  Angleterre

## Palmarès
- 1 sélection et 0 but avec l'équipe d'Angleterre en 1976[1].

Southampton FC
- Meilleur buteur du Championnat d'Angleterre de football (1) :
  - 1980: 23 buts[2].

Manchester City FC
- Finaliste de la FA Cup (1) :
  - 1981.